# George Pitt (2e baron Rivers)
Pour les articles homonymes, voir George Pitt.
George Pitt, 2e baron Rivers (19 septembre 1751 - 20 juillet 1828) est un noble et homme politique britannique.

## Biographie
Né à Angers, en France, il est le fils unique de George Pitt (1er baron Rivers) et de son épouse Penelope, fille d'Henry Atkins, 4e baronnet de Clapham, Surrey. Après avoir terminé ses études, il passe plusieurs années sur le continent. Il vit à Naples pendant le mandat de William Hamilton en tant qu'ambassadeur, et devient plus tard membre du Club Napolitain.
Il succède à son père comme député du Dorset aux Élections générales britanniques de 1774 et, comme lui, est toujours pro-gouvernement. Il essuie des attaques lors de la réunion du comté avant les Élections générales britanniques de 1780 de la part des partisans de la campagne de "réforme économique", mais est réélu sans opposition. Après la chute du ministère North, il vote en faveur des propositions de paix de William Petty FitzMaurice en 1783. Il ne vote pas sur le projet de loi sur les Indes orientales qui fait tomber la Coalition Fox-North et est considéré comme un partisan du ministère de son parent William Pitt en 1784. Il ne se présente pas aux élections de 1790.
Il est officier dans la milice du Dorset, dont son père est colonel de 1757 à 1798. Il est promu de capitaine à major le 25 avril 1790, sous-lieutenant-colonel le 25 juin 1798 et premier lieutenant-colonel peu après. Il démissionne de sa commission à la fin de 1799. En 1803, il succède à son père comme baron Rivers. Il est un Lord de la chambre à coucher de 1804 à 1819.
Dans sa jeunesse, il est un dandy et un chasseur passionné, gardant une excellente meute de lévriers jusqu'en 1825, lorsque sa santé défaillante le force à abandonner le sport . En 1800, il devient le patron du peintre suisse Jacques-Laurent Agasse, qui réalise des peintures de ses lévriers et chevaux.
Il vend une partie des domaines familiaux, ceux autour de Stratfield Saye House à la nation vers 1814, afin qu'elle puisse être donnée à Arthur Wellesley, 1er duc de Wellington en cadeau d'une nation reconnaissante après sa défaite de Napoléon. Il est décédé le 20 juillet 1828 à Grosvenor Place. À sa mort, la baronnie Rivers, de Stratfield Saye, créée en 1776, s'est éteinte, tandis que la baronnie Rivers, du château de Sudeley, créée en 1802, passe par un reste spécial à son neveu Horace Beckford, qui adopte le nom de famille de Pitt-Rivers.
Il semble probable que Pitt ait eu un fils par une femme connue sous le nom de «Mrs Dean» (Patianse Dean née en 1749). Le major-général George Dean Pitt (en) devient commandant des forces militaires en Nouvelle-Zélande et le lieutenant-Gouverneur de New Ulster (l'île du Nord).